# Bruno Pupparo
Bruno Pupparo (Roma, 28 luglio 1959 – Roma, 27 novembre 2009) è stato un tecnico del suono italiano.

## Biografia
Dopo essersi diplomato presso il Centro Sperimentale di Cinematografia di Roma come tecnico del suono nel 1985 diventò, a partire dal 1988, docente nella stessa scuola di tecnica di ripresa del suono. L'ultima esperienza lavorativa è stata La nostra vita di Daniele Luchetti.

## Riconoscimenti
Ha vinto il David di Donatello 2007 come migliore fonico di presa diretta per il film Mio fratello è figlio unico di Daniele Luchetti e il David di Donatello 2011 come migliore fonico di presa diretta per il film La nostra vita di Daniele Luchetti: inoltre ha avuto diverse candidature a numerosi premi, come quella ottenuta al Nastro d'argento per Il più bel giorno della mia vita di Cristina Comencini.
- Ciak d'oro
  - 1997 - Miglior sonoro per Vesna va veloce[5]
  - 2001 - Miglior sonoro per Sangue vivo[6]

## Filmografia
- Meridian (1990) (mixer suono)
- Chiedi la luna (1991) (registratore sonoro)
- El infierno prometido (1992) (sonoro)
- Mafia Docks (1993) (rumorista)
- Bonus malus (1993) (sonoro)
- Fiorile (1993) (direttore della registrazione)
- La bella vita (1994) (sonoro)
- Se c'è rimedio perché ti preoccupi? (1994) (sonoro)
- Bidoni (1995) (registratore sonoro)
- Il ciclone (1996) (sonoro)
- Il giorno della prima di Close Up (1996) (sonoro)
- Vesna va veloce (1996) (registratore sonoro)
- Il primo estratto (1997) (sonoro)
- Fuochi d'artificio (1997) (registratore sonoro)
- Il mio West (1998) (direttore della registrazione) (mixer suono)
- Matrimoni (1998) (sonoro)
- Lui e lei (1998) Miniserie TV (sonoro)
- Interferenze (1998) (sonoro)
- La stanza dello scirocco (1998) (sonoro)
- Il pesce innamorato (1999) (sonoro)
- Luchino Visconti (1999) (sonoro)
- Come te nessuno mai (1999) (sonoro)
- Il tempo dell'amore (1999) (registratore sonoro: Italia)
- La fame e la sete (1999) (sonoro)
- Una storia qualunque (2000) (TV) (sonoro)
- Sangue vivo (2000) (registratore sonoro)
- Il principe e il pirata (2001) (sonoro)
- Mario Schifano tutto (2001) (sonoro)
- Se fossi in te (2001) (mixer sonoro produzione)
- Amarsi può darsi (2001) (registratore sonoro)
- Domenica (2001) (registratore sonoro)
- Gioco con la morte (2001) (sonoro)
- Rosa Funzeca (2002) (sonoro)
- L'erba proibita (2002) (supervisione al montaggio sonoro)
- Il più bel giorno della mia vita (2002) (mixer suono)
- Coppia (o le misure dell'amore) (2002) (sonoro)
- Il lato oscuro, regia di Gianpaolo Tessari (2002) Miniserie TV (sonoro)
- Ritratti: Luigi Meneghello (2002) (sonoro)
- Il siero della vanità (2003) (sonoro)
- Liberi (2003) (sonoro)
- Il posto dell'anima (2003) (sonoro)
- Ferrari (2003) (TV) (sonoro)
- Il cuore altrove (2003) (sonoro)
- L'amore ritrovato (2004) (sonoro)
- Ovunque sei (2004) (sonoro)
- La bestia nel cuore (2005) (sonoro)
- La tigre e la neve (2005) (sonoro)
- Ma quando arrivano le ragazze? (2005) (sonoro)
- Ti amo in tutte le lingue del mondo (2005) (sonoro)
- I magi randagi (2006) (sonoro)
- Quale amore (2006) (sonoro)
- I viceré (2007) (registratore sonoro)
- Piano, solo (2007) (sonoro)
- Mio fratello è figlio unico (2007) (sonoro)
- Si può fare (2008) (sonoro)
- Lezione 21 (2008) (sonoro)
- Wanted in Rome (2008) (sonoro)
- Bianco e nero (2008) (sonoro)
- Good Morning Aman (2009) (sonoro)
- Il grande sogno (2009) (sonoro)
- I galantuomini (2009) (sonoro)
- La strategia degli affetti (2009) (sonoro)
- Di me cosa ne sai (2009) (supervisione al montaggio sonoro)
- Fratelli Detective (2009) (TV) (sonoro)
- David Copperfield (2009) (TV) (sonoro)
- Italians (2009) (sonoro)
- La nostra vita (2010) (sonoro)
- Genitori & figli - Agitare bene prima dell'uso (2010) (sonoro)